# Хум (область)
Эта статья об исторической области, о раннефеодальном княжестве см.: Захумье.
Хум или Ху́мская земля (серб. Хум, Хумска земља) — средневековая область на юге современной Боснии и Герцеговины и Хорватии. В позднее Средневековье территория Хума занимала современную Герцеговину с Адриатическим побережьем от реки Цетины на севере до полуострова Пелешац на юге. С середины XV века стала называться Герцеговиной.

## Название
Название области большинство историков относят к горе Хум, располагавшейся в районе современного Благая. Область под названием Захумье впервые упоминается в сочинении «Об управлении империей», написанным между 948 и 952 годах Константином Багрянородным. В нём область расположена на Адриатическом побережье между рекой Неретвой на севере и современным Дубровником на юге, и включает в себя такие города, как Стагнон, Буну (располагалась в районе города Благая — центра области), Хоум и другие. В то время область была ограничена бассейном реки Неретвы. При сербском князе Михаиле Вишевиче в первой половине X века Захумье было самостоятельным княжеством. В XII веке область Захумье получает название Хум или Хумская земля.

## История

Хум (ныне Герцеговина)

В первой половине XI века область вошла в Дубровницкое епископство. С 1040-х годов Хум входил в Дуклянское государство, а до 1102 года отошёл под управление хорватских феодалов. В течение XII века область принадлежала самостоятельным хумским князьям (а также жупанам Рашки), которые расширили границы своих владений до земель на левом берегу реки Неретвы на востоке до города Имотски на западе. Согласно Летописи попа Дуклянина, Хум (лат. Chelmania) в то время включал 9 жуп и земли на правом берегу Неретвы в её нижнем течении. В 1184 году брат великого жупана Рашки Стефана Немани хумский князь Мирослав напал на Дубровник, и потерпел поражение. В 1186 году между враждующими сторонами был заключён мир. В 1198 году Хум отошёл под номинальную власть будущего короля Венгрии Андраша II. В начале XIII века упоминается «великий князь хумский» по имени Петар. После него в Хуме XIII века фактически правили Толен, «великий князь» Андрия и жупан Радослав. Последний в 1254 году, будучи верным вассалом венгерского короля, дал обещание защищать граждан Дубровника от сербов «и по морю и по суше». Столицей Захумской земли был город Стон. В начале XIV века Хум перешёл во владения хорватского феодала Павла Брибирского. Его сын Младен II в 1305 году упоминается как «бан хорватов и Боснии и верховный господин всей Хумской земли». Павел передал Хум хорватскому феодальному роду Нелипчичей.
После прихода к власти в Боснии Степан Котроманич в 1326 году присоединил к себе Хум, а в 1333 году упоминался как «бан Боснии и Усоры и Соли и господин Хумской земли». В 1350 году сербский царь Стефан Душан предпринял неудачный поход, после чего Хум находился во владениях Боснии до 1357 года. После этого область на время отошла под власть венгерского короля Людовика I (ум. 1382), после смерти которого вновь вернулась под власть Боснии. При короле Твртко I воеводой Хума служил Влатко Вукович из могущественного рода Косачей. В первой половине XV века область входила во владения Сандаля Хранича и Степана Вукчича, который в 1444 году упоминается как «господарь Хума». После принятия Степаном Вукчичем титула герцога в 1448 году после завоевания Хума турками его владения получили название Герцеговины.